# Fadogiella
Fadogiella là một chi thực vật có hoa trong họ Thiến thảo (Rubiaceae).

## Loài
Chi Fadogiella gồm các loài: